# Тонтитаун (Арканзас)
Тонтитаун (англ. Tontitown) — город, расположенный в округе Вашингтон, штат Арканзас, США с населением в 2719 человек.
Тонтитаун был основан в конце XIX века, в основном итальянскими поселенцами. С 1899 года, в середине августа, в городе проходит ежегодный фестиваль винограда. Особенность фестиваля — это карнавал, ярмарка народных умельцев и раздача домашних спагетти.

## География
По данным Бюро переписи населения США город Тонтитаун имеет общую площадь в 18,13 квадратных километров, водных ресурсов в черте населённого пункта не имеется.
Город Тонтитаун расположен на высоте 393 метра над уровнем моря.

## История
Тонтитаун был основан итальянскими иммигрантами в 1895 году. Отец Пьетро Бандини приобрёл плоский участок земли в северном Арканзасе и основал на ней поселение для 40 семей. Жители в основном занимались сельским хозяйством. Выращивали овощи, клубнику, яблоки и виноград. Осенью 1899 года впервые был проведён фестиваль винограда. К 1922 году виноград стал основным продуктом города, компания Уэльш построила завод по производству виноградного сока. Город был инкорпорирован в 1909 году, отец Бандини стал первым мэром.

## Демография
По данным переписи 2010 года население Тонтитауна составляло 2460 человек (из них 50,3 % мужчин и 49,7 % женщин), в городе было 882 домашних хозяйства и 713 семей. Расовый состав: белые — 92,9 %, афроамериканцы — 0,3 %, коренные американцы — 0,5 %, азиаты — 0,6 % и представители двух и более рас — 2,4 %. Латиноамериканцы — 5,7 %.
Из 882 домашних хозяйств 68,8 % представляли собой совместно проживающие супружеские пары (28,3 % с детьми младше 18 лет), в 7,5 % хозяйств женщины проживали без мужей, в 4,5 % хозяйств мужчины проживали без жён, 19,2 % не являлись семьёй. В среднем домашнее хозяйство ведут 2,79 человек, а средний размер семьи — 3,09 человека.
Население города по возрастному диапазону по данным переписи 2010 года распределилось следующим образом: 26,5 % — жители младше 18 лет, 3,4 % — между 18 и 21 годами, 58,8 % — от 21 до 65 лет и 11,4 % — в возрасте 65 лет и старше. Средний возраст населения — 41,0 года. На каждые 100 женщин в Тонтитауне приходилось 101,3 мужчин, при этом на 100 совершеннолетних женщин приходилось уже 100,6 мужчин сопоставимого возраста.
Динамика численности населения:
|  |

## Экономика
В городе расположена автотранспортная компания PAM Transport.
В 2014 году из 2086 активных трудоспособных жителей старше 16 лет имели работу 68,3 % человека. При этом мужчины имели медианный доход в 50 552 долларов США в год против 36 270 долларов среднегодового дохода у женщин. В 2014 году медианный доход на семью оценивался в 85 833 $, на домашнее хозяйство — в 73 527 $. Доход на душу населения — 37 402 $. 5,4 % % от всего числа семей в Тонтитауне или 9,7 % от всей численности населения находилось на момент переписи за чертой бедности.